# أبو الشص
سمك أبي الشص (الاسم العلمي: Lophiiformes) هو من أضخم أنواع السمك البحري. وهو ذو رأس ضخم مسطح وفم عريض ، وعلى رأسه شبه طعم يغري به صغار السمك لاصطيادهم . استمد سمك أبو الشص اسمه من الزائدة التي تبرز من مقدمة رأسه، والتي يستخدمها في صيد طعامه، لأنها تشبه الطعم الذي يوضع في شص الصنارة.

## التكاثر
```
تتغذى الذكور وتتزاوج بأن يلصق الذكر نفسه بإحدى الإناث ويكون مندمجاً مع جسمها ويتغذى من دمها: لهذا فإن طول الإناث يصل إلى مترين ووزنها يصل إلى أكثر من 40 كجم، في حين يصغر حجم الذكر كثيراً عن ذلك.
```

## الصيد
- سمكة أبي الشص لها أسلوب غريب للغاية في اصطياد ضحاياها وهو ما أطلق عليه العلماء أسلوب الكمين يساعدها في ذلك فمها الذي يشبه الكوخ والزعنفة الطويلة القوية التي تشبه إلى حد كبير السنارة المثبتة في الرأس أعلى الفم.. وعند اصطياد الفريسة تستلقي في قاع البحر بلا حراك و يصبح نصفها مدفونا  في الطين والرمل، وعندما تقترب الأسماك الصغيرة تفتح فمها المجوف بسرعة فيتدفق فيه مقدار كبير من الماء وتندفع معه الأسماك الصغيرة فتنقض عليها سمكة أبي الشص في سرعة لا يمكن متابعتها بالعين المجردة..

ومن غرائب أبو شص أيضاً، أنها تضع ما يفوق المليون بيضة مجتمعة في كتلة واحدة..

## اقرأ أيضا
- زنبق البحر
- سمكة الصندوق
- قنديل البحر
- قنديل أعماق البحار
- بربوط أعماق البحار
- شصية زراعية